# Sistema de duplo híbrido
O sistema de duplo híbrido (em inglês: Two-hybrid screening) é uma técnica de biologia molecular usada na identificação e descoberta de interações proteína-proteína ou proteína-ADN através do teste de interações físicas entre duas proteínas ou entre uma proteína e uma molécula de ADN, respetivamente.